# Salgado Filho
Salgado Filho este un oraș în Paraná (PR), Brazilia.